# Thiên mệnh anh hùng
Thiên mệnh anh hùng (tựa tiếng Anh: Blood Letter hoặc Sword of the Assassin) là một bộ phim điện ảnh lịch sử Việt Nam do đạo diễn Việt kiều Victor Vũ thực hiện. Phim có sự tham gia của Huỳnh Đông, Midu, Vân Trang, Khương Ngọc, Kim Hiền và Minh Thuận. Phim công chiếu vào dịp Tết Nguyên Đán năm 2012, dựa trên tác phẩm Nguyễn Trãi phần 2 - Bức huyết thư của nhà văn Bùi Anh Tấn.

## Nội dung
Sau vụ thảm án Lệ Chi Viên, gia tộc Nguyễn Trãi chỉ còn một số người may mắn sống sót. Trong số đó có một đứa bé 8 tuổi là cháu nội (con theo đúng lịch sử) của Nguyễn Trãi, được một gia nhân đưa đi trốn thật xa để tránh sự truy sát của phe đảng Tuyên Từ Thái hậu. 12 năm sau, đứa bé năm xưa may mắn thoát chết, nay đã là một thanh niên 20 tuổi khôi ngô, cường tráng và tinh thông võ nghệ mang tên Trần Nguyên Vũ (Nguyễn Anh Vũ theo đúng lịch sử). Sau khi được ân sư cho biết thân thế thật sự, Nguyên Vũ đã bắt đầu cuộc phiêu lưu hấp dẫn vào sâu trong triều đình với quyết tâm trả thù kẻ đã hại gia đình mình và minh oan cho dòng tộc.
Càng dấn sâu vào chốn quan trường, Nguyên Vũ càng hiểu rõ những chuyện cơ mật, những mưu toan tranh giành quyền lực giữa các thế lực, phe phái trong triều đình. Tuy nhiên, các phe đều dè chừng lẫn nhau vì lời đồn đại về sự tồn tại của một bức huyết thư cho biết sự thật đằng sau vụ án Lệ Chi Viên.
Trong không gian đầy thù địch ấy, Nguyên Vũ gặp Hoa Xuân, một nữ hiệp xinh đẹp có cùng một mối thâm thù và cùng chí hướng với mình. Định mệnh đưa họ đến với nhau trên con đường truy tìm bức huyết thư. Họ cùng nhau trải qua bao nhiêu âm mưu nguy hiểm của các phe phái, những cuộc tàn sát, những trận đối đầu nảy lửa giữa các sát thủ và các hiệp khách.
Trần Tướng quân dẫn một nhóm binh lính đến chỗ ở của hai chị em Hoa Xuân và Hoa Hạ để truy sát hai cô. Nguyên Vũ đến nơi giúp Hoa Xuân tẩu thoát, còn Hoa Hạ ở lại ngăn cản Trần Tướng quân và bị hắn giết chết. Sau khi thấy chị gái bị giết, Hoa Xuân càng thêm căm hận và nôn nóng trả thù, nhưng Nguyên Vũ thuyết phục cô đi theo anh tìm bức huyết thư.
Nguyên Vũ và Hoa Xuân thấy tất cả người dân trong một ngôi làng đã bị thảm sát. Cả hai lên một ngôi chùa trên núi cũng thấy các nhà sư đã bị giết. Hung thủ chính là Trần Tướng quân, hắn đã cướp được bức huyết thư và đang trở về căn nhà riêng. Lê đại nhân tìm đến Trần Tướng quân để đòi bức huyết thư đem về cho Thái hậu. Sau đó Lê đại nhân bị Nguyên Vũ chặn đường giết chết. Nguyên Vũ và Hoa Xuân lấy được bức huyết thư và lên ngựa chạy đi. Cả hai ghé nhà ông thầy thuốc nhờ giúp đỡ vì Nguyên Vũ bị thương. Khi khỏe lại Nguyên Vũ liền đem bức huyết thư đưa cho Vương gia.
Nguyên Vũ thấy người bịt mặt nào đó đi vào phủ của Vương gia. Anh theo dõi mới nhận ra đó là Trần Tướng quân. Ở trong kho chứa binh khí, Trần Tướng quân và Vương gia thảo luận với nhau. Vương gia tiết lộ rằng hắn sẽ gây ra nhiều vụ giết chóc và dùng bức huyết thư để cướp ngôi của Thái hậu. Nguyên Vũ liền xông vào đòi lại bức huyết thư, rồi anh giao chiến với Trần Tướng quân.
Hoa Xuân cầm kiếm đe dọa Vương gia để lấy lại bức huyết thư, nhưng Vương gia đâm một nhát dao vào bụng cô khiến cô gục xuống. Nguyên Vũ rất căm phẫn nhưng không thể hạ gục Trần Tướng quân vì hắn quá mạnh. Cuối cùng Nguyên Vũ tạo ra một cú chưởng cực lớn đấm Trần Tướng quân vào bên trong vách tường, các binh khí đều bay theo đâm chết hắn. Nguyên Vũ cũng dùng một ngọn giáo giết chết Vương gia, rồi anh đưa Hoa Xuân đi chữa trị vết thương.
Sáng hôm sau, Nguyên Vũ đem bức huyết thư lên triều đình nộp cho Thái hậu. Anh hi vọng Thái hậu có được huyết thư trong tay sẽ không còn gây ra tội ác nữa. Khi Thái hậu hỏi Nguyên Vũ là ai, anh liền tiết lộ mình chính là người của gia tộc Nguyễn Trãi. Sau đó Nguyên Vũ quay về ngôi chùa năm xưa, anh và Hoa Xuân sống hạnh phúc bên nhau.

## Diễn viên
- Huỳnh Đông vai Nguyên Vũ
- Midu vai Hoa Xuân
- Vân Trang vai Tuyên Từ Thái hậu
- Khương Ngọc vai Trần Tướng quân
- Kim Hiền vai Hoa Hạ
- Minh Thuận vai Sư phụ
- Mai Thế Hiệp vai Lê Đại nhân
- Lê Văn Anh vai Vương gia
- Bá Cường vai Vương Thiên
- Lê Dũng Nhi vai Nguyễn Trãi
- Nguyễn Vân Anh vai Nguyễn Thị Lộ
- Lê Ngọc Hân vai Lê Thái Tông
- Phùng Quang Tùng vai Lê Nhân Tông
- Phi Thanh Vân vai Gái lầu xanh
- Tuấn Bình vai Nguyên Vũ lúc nhỏ
- Phùng Hoa Hoài Linh vai Hoa Xuân lúc nhỏ
- Lê Ngọc Huỳnh vai Lão già điên
- Hoàng Mai Anh vai Cô gái điên
- Hoàng Văn Huy vai Cha Hoa Hạ
- Phạm Minh Nguyệt vai Mẹ Hoa Hạ
- Thế Hưng vai Cha Nguyên Vũ
- Thu Hằng vai Mẹ Nguyên Vũ
- Ngọc Thân vai Nhật Nam
- Nguyên Mạnh Quang vai Đinh Phúc
- Hoàng Văn Thạnh vai Đinh Thắng
- Mạnh Sinh vai Sư trụ trì
- Thanh Tùng vai Sư trẻ
- Lê Văn Học vai Thầy thuốc giàu
- Lý Thanh Kha vai Thầy thuốc nghèo
- Nguyễn Châu vai Ông chủ quán nước
- Anh Duy vai Cháu bé

## Giải thưởng
| Năm  | Giải Thưởng                             | Hạng Mục                                                 | Đề Cử                          | Kết Quả                | Chú thích |
| ---- | --------------------------------------- | -------------------------------------------------------- | ------------------------------ | ---------------------- | --------- |
| 2012 | Liên hoan phim quốc tế Hà Nội lần thứ 2 |                                                          | Thiên mệnh anh hùng            | Giải của Ban giám khảo | [ 3 ]     |
| 2013 | Giải Cánh diều 2012                     | Giải Cánh diều cho phim truyện điện ảnh                  | Thiên mệnh anh hùng            | Cánh diều vàng         |           |
| 2013 | Giải Cánh diều 2012                     | Đạo diễn xuất sắc nhất thể loại phim điện ảnh            | Victor Vũ                      | Đoạt giải              |           |
| 2013 | Giải Cánh diều 2012                     | Nam diễn viên chính xuất sắc nhất thể loại phim điện ảnh | Huỳnh Đông                     | Đoạt giải              |           |
| 2013 | Giải Cánh diều 2012                     | Âm thanh xuất sắc nhất                                   | Trần Đức Quang - Trần Anh Khoa | Đoạt giải              |           |
| 2013 | Giải Cánh diều 2012                     | Quay phim xuất sắc nhất                                  | Nguyễn K'Linh                  | Đoạt giải              |           |
| 2013 | LHP Việt Nam Lần Thứ 18                 | Giải Bông sen cho phim truyện điện ảnh                   | Thiên mệnh anh hùng            | Bông sen bạc           |           |
| 2013 | LHP Việt Nam Lần Thứ 18                 | Đạo diễn xuất sắc nhất                                   | Victor Vũ                      | Đoạt giải              |           |

## Thông tin thêm
- Người chỉ đạo võ thuật cho bộ phim chính là nam diễn viên Johnny Trí Nguyễn.[1]
- Đây là bộ phim thứ 5 Vân Trang và Khương Ngọc đóng chung với nhau.
- Diễn viên Khương Ngọc có sáng tác một bài hát mang tên "Thiên mệnh anh hùng" để làm nhạc chủ đề cho bộ phim.
- Các cảnh quay của phim được thực hiện tại Ninh Bình, Hà Nội và Củ Chi.